# Чэмпион, Джон Джордж
Джон Джордж Чэ́мпион (англ. John George Champion; 1815—1854) — британский ботаник и военный деятель.

## Биография
Джон Джордж Чэмпион родился 5 мая 1815 года в Эдинбурге в семье майора Джона Кэри Чэмпиона. После гибели отца поступил в Сандхёрст, затем был записан в 95-й пехотный полк. В 1838 году Чэмпион был отправлен на Ионические острова, затем — на Цейлон. За это время он собрал гербарий растений, который по возвращении из-за болезни в Англию в 1839 году передал Британскому музею.
В 1841 году Чэмпион женился на Фрэнсес Карнеги. Вместе они отправились на Цейлон, затем переехали в Гонконг. В 1850 году Чэмпион вновь вернулся в Англию, привезя с собой гербарий, впоследствии переданный Джорджу Бентаму.
В 1854 году Джон Чэмпион отправился в Крым. В сентябре он участвовал в сражении на Альме, в ноябре был тяжело ранен в Инкерманском сражении. 30 ноября 1854 года от полученных ран он скончался. Незадолго до смерти Чэмпион был награждён орденом Бани и возведён в подполковники.

## Роды, названные в честь Дж. Чэмпиона
- Championia Gardner, 1846